# Em Busca do Tempo Perdido (álbum)
Em Busca do Tempo Perdido é o primeiro e único álbum de estúdio lançado pela banda brasileira de rock and roll O Peso, em 1975. O álbum foi considerado, pela revista Superinteressante, como um dos principais álbuns do rock brasileiro. O álbum foi relançado em CD pelo Museu do Disco em parceria com a Universal.

## Faixas
| N.º | Título                      | Compositor(es)                       | Duração |  |
| 1.  | "Sou Louco por Você"        | Gabriel O'Meara / Luiz Carlos Porto  | 3:51    |  |
| 2.  | "Não Fique Triste"          | Gabriel O'Meara / Luiz Carlos Porto  | 2:54    |  |
| 3.  | "Me Chama de Amor"          | Gabriel O'Meara / Luiz Carlos Porto  | 6:17    |  |
| 4.  | "Só Agora (Estou Amando)"   | Gabriel O'Meara / Luiz Carlos Porto  | 3:45    |  |
| 5.  | "Eu Não Sei de Nada"        | Gabriel O'Meara / Luiz Carlos Porto  | 6:21    |  |
| 6.  | "Blues"                     | Gabriel O'Meara / Luiz Carlos Porto  | 6:52    |  |
| 7.  | "Lúcifer"                   | Gabriel O'Meara / Luiz Carlos Porto  | 3:29    |  |
| 8.  | "Boca Louca"                | Gabriel O'Meara / Luiz Carlos Porto  | 3:31    |  |
| 9.  | "Cabeça Feita"              | Guilherme Lamounier / Tibério Gaspar | 4:08    |  |
| 10. | "Em Busca do Tempo Perdido" | Gabriel O'Meara / Luiz Carlos Porto  | 4:08    |  |

## Músicos
- Luis Carlos Porto: Vocais
- Gabriel O'meara: Guitarras
- Constan Papinianu: Teclados
- Carlinhos Scart: Baixo
- Geraldo D'arbilly: Bateria
- Carlos Graça: Bateria em "Eu não sei de nada" e "Em busca do tempo perdido".